# Kloster Dambeck
Koordinaten: 52° 47′ 18,9″ N, 11° 9′ 51″ O

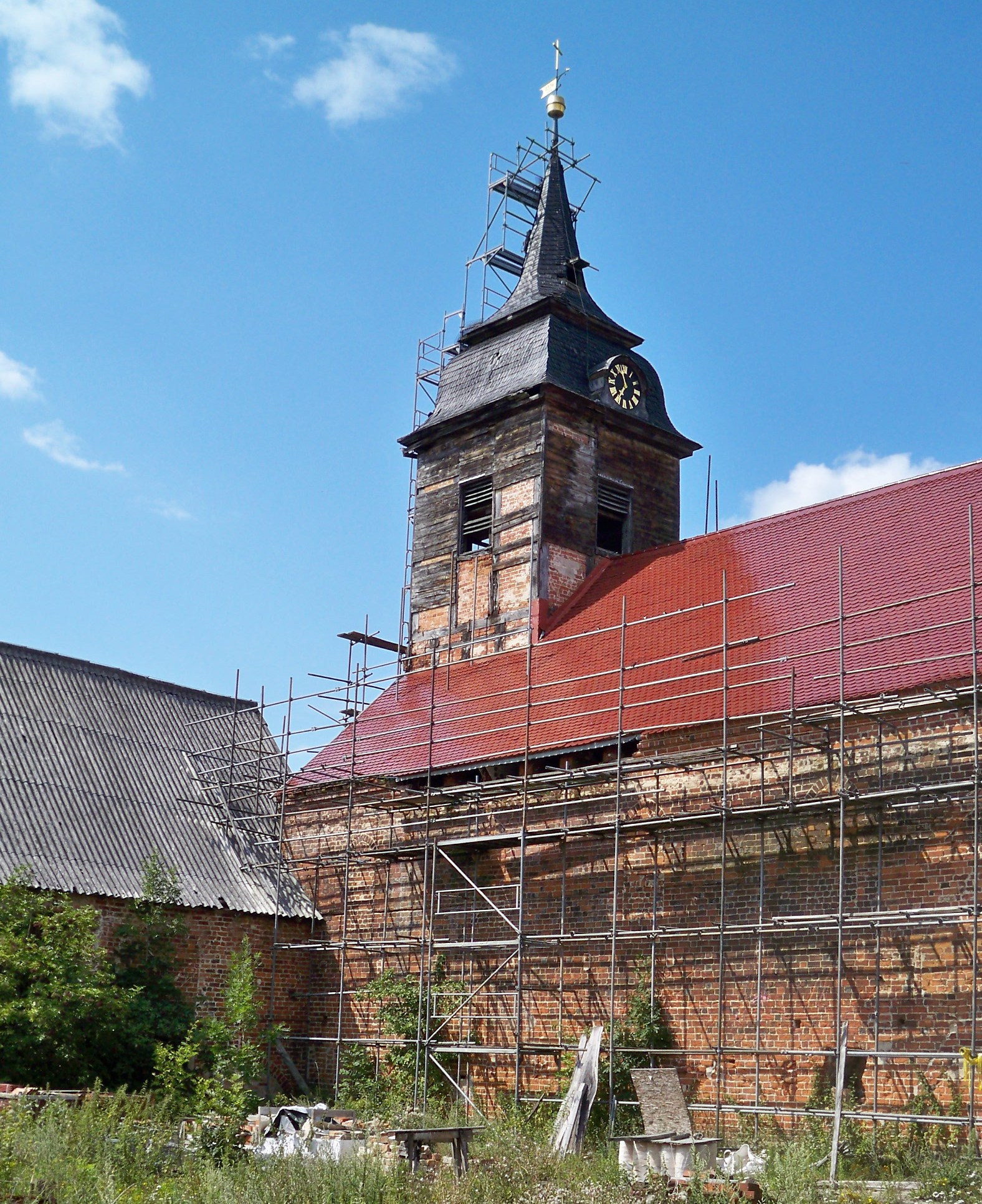
Kirche mit Teil der Klausur (2011)

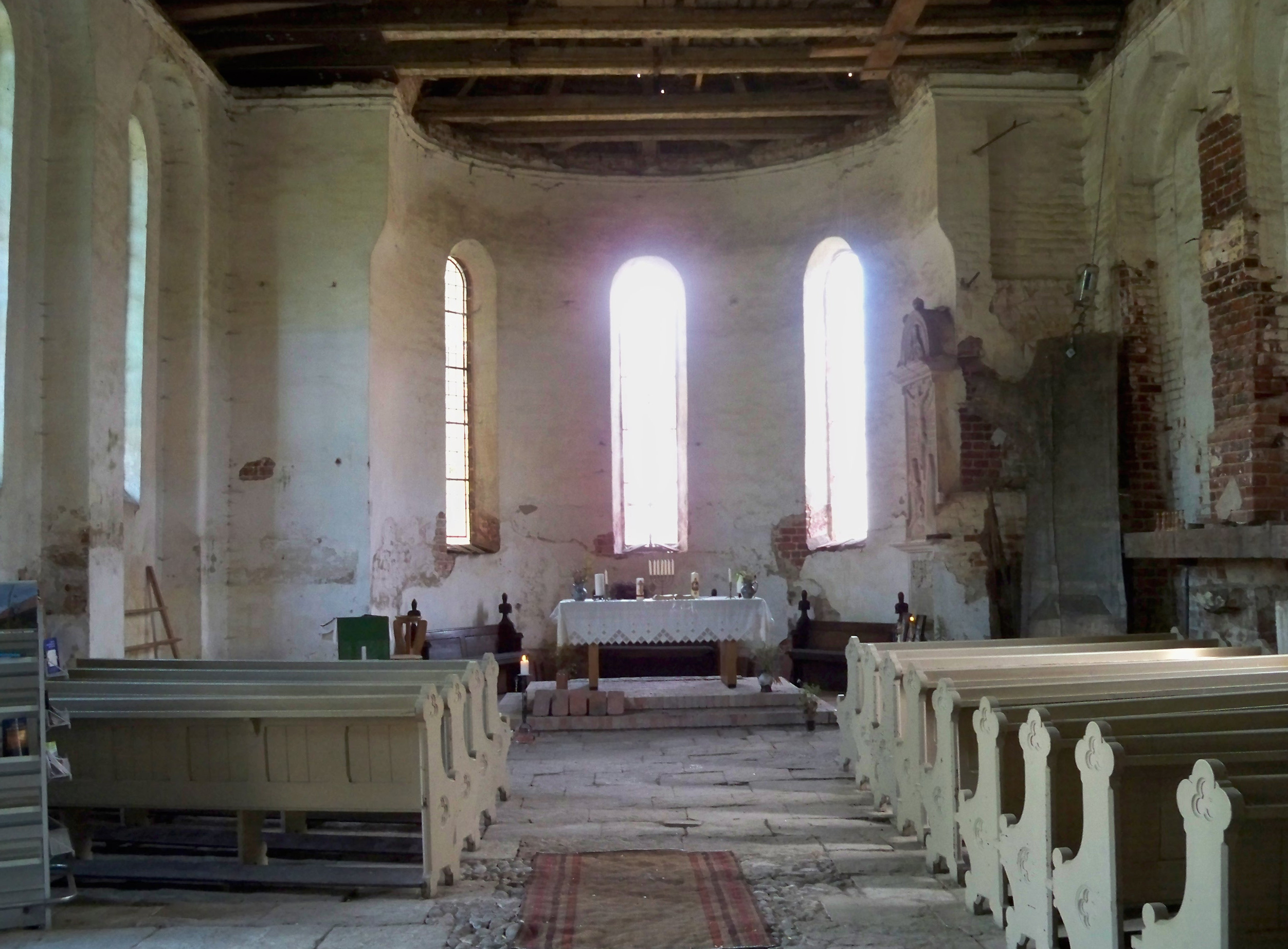
Kirchenschiff Richtung Altar (2011)

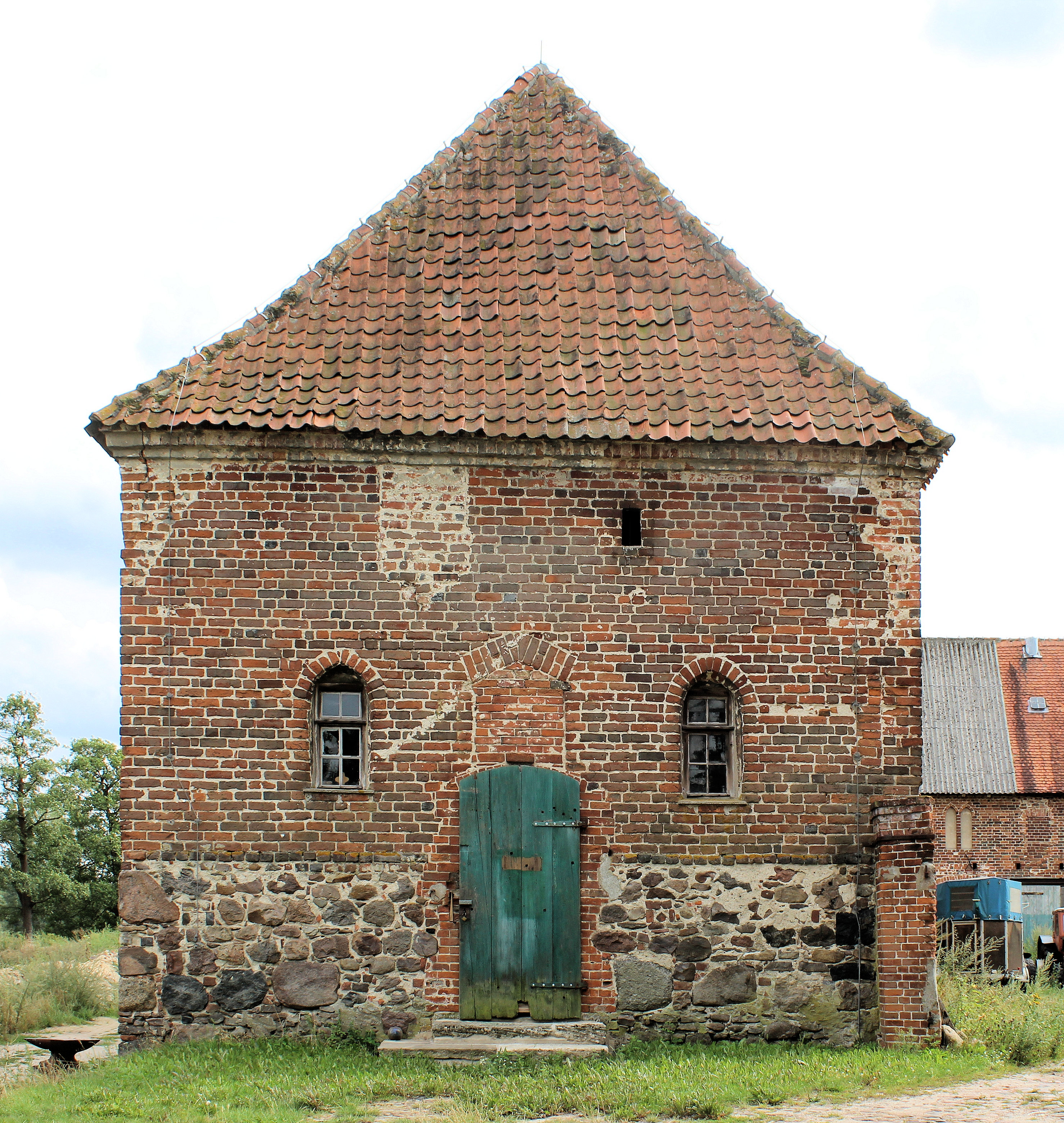
Ehemaliges Hospital (2019)

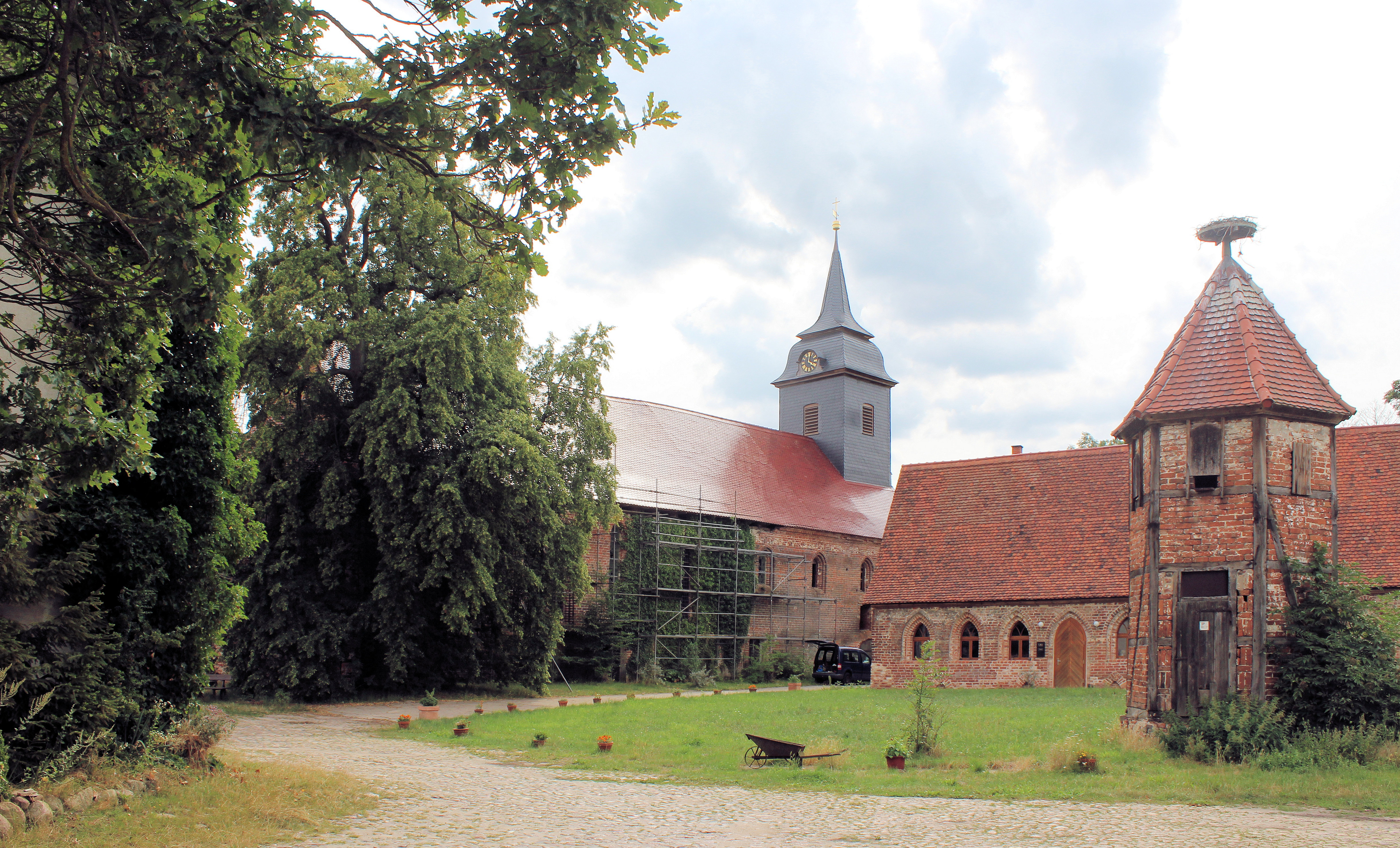
Kirche (Mitte), Taubenturm (vorn) und Propstei (2019)

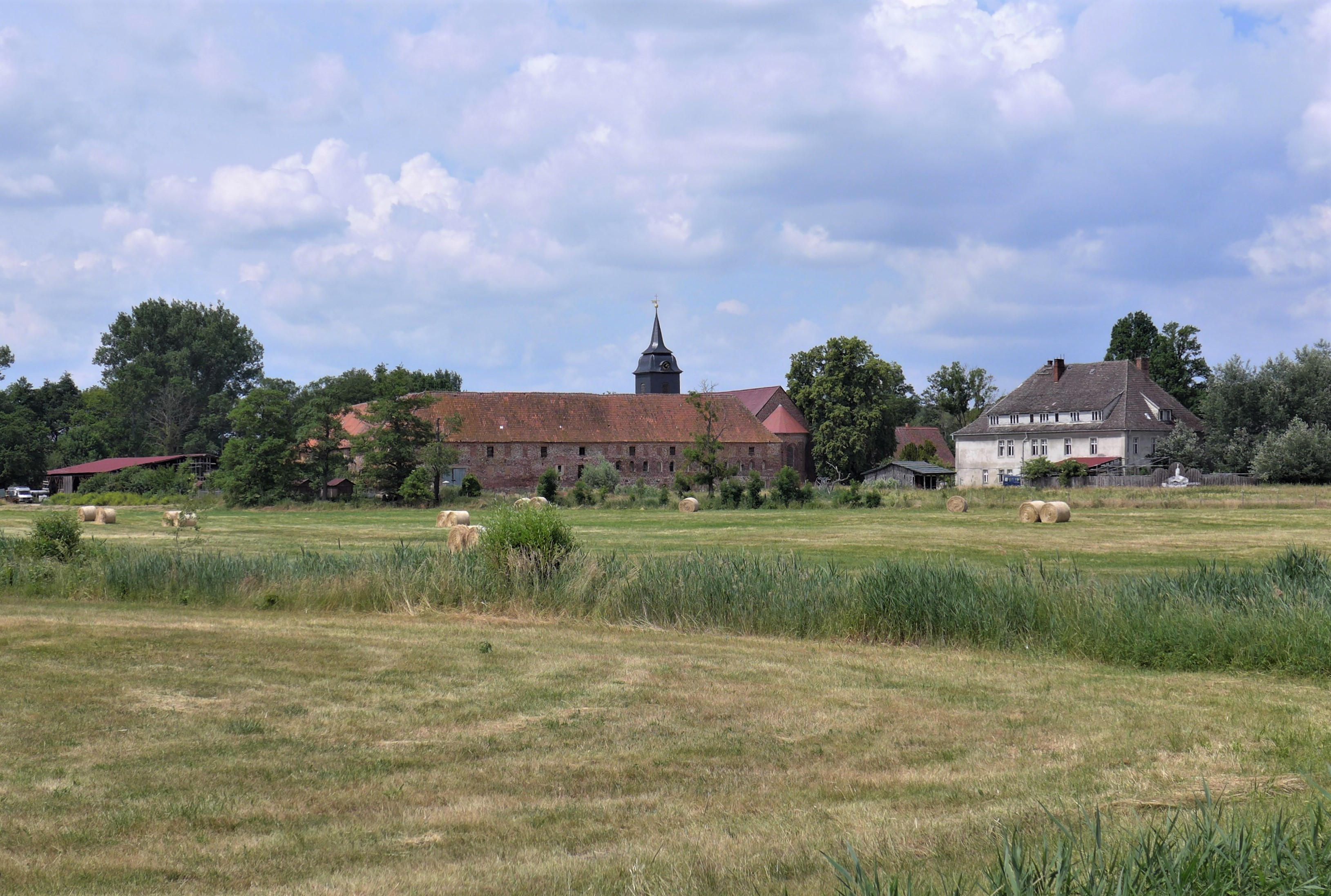
Blick auf die Klosteranlage von Süden

Das Kloster Dambeck ist ein ehemaliges Benediktinerinnenkloster im Ortsteil Amt Dambeck der Hansestadt Salzwedel in Sachsen-Anhalt. Es liegt sieben Kilometer südlich der Kernstadt Salzwedel an der Jeetze.

## Architektur
Alle Klostergebäude sind aus Backstein. Die Klosterkirche, Maria und Kunigunde geweiht, ist eine einschiffige, flachgedeckte Saalkirche. Die innere Klausur ist vollständig erhalten. Nördlich der Kirche liegt eine alte Propstei. Die ältesten Teile des Gutshauses auf dem Klostergelände stammen bereits aus dem 14. Jahrhundert. Bis zu seiner heutigen Größe wurde es erst um 1700 erweitert. Zu dem Klostergelände gehören ferner ein Taubenturm und weitere, neuzeitliche Gebäude und Stallungen. Unweit des Klosters befindet sich die Klostermühle Dambeck.

## Geschichte
Das Kloster wurde wahrscheinlich 1224 von einem Grafen von Dannenberg gegründet. Es gehörte zum Bistum Verden. Es erwarb bereits 1283 den Rundling Maxdorf. Die Nonnen stammten vor allem aus den adeligen Familien der Region, so z. B. die von dem Knesebeck, von Dannenberg, Grape von Audorf sowie die von der Schulenburg. Zu Beginn des 16. Jahrhunderts entwickelte sich das Kloster Dambeck zum Hauskloster der Familie von der Schulenburg.
Um 1540/1541 wurde das Kloster unter der Regierung des Kurfürsten Joachim II. evangelisch. 1542 wurde das Kloster säkularisiert und kam in den Pfandbesitz der Grafen von der Schulenburg. Bis in die 1670er Jahre bestand das Konvent als evangelisches Frauenstift weiter. Der Klosterbesitz wurde in eine landesherrliche Domäne umgewandelt. Um das Jahr 1626 wurde das Kloster im Zuge des Dreißigjährigen Krieges geplündert. 1645 ging es in den Besitz des Joachimsthalschen Gymnasiums in Berlin über. Die Pachterträge kamen dem Schulbetrieb in Berlin zugute.
Von 1750 an wurde die Klosteranlage ausschließlich landwirtschaftlich genutzt, um als Versorgungsgut des Gymnasiums zu dienen. Die Kirche wurde restauriert und erhielt ein neues Dach, den barocken Turm und Sims. Teile des Klosters wurden als Kornspeicher und Stallungen genutzt und in der baulichen Anlage verändert.
Von 1875 bis zum Zweiten Weltkrieg war der 1474 errichtete Einhornaltar aus der Dambecker Klosterkirche in der Berliner Humboldt-Universität ausgestellt. Auf Betreiben der Dambecker Pfarrerin Gertrud Rieseberg wurde der Altar 1955 wieder in der Klosterkirche aufgestellt. Zur Vermeidung von Vandalismus kam er um 1980 in die Katharinenkirche in Salzwedel, wo er seither zu sehen ist.
Die DDR-Führung erklärte das Kloster 1953 zum Volkseigentum. Von 1962 bis 1971 wurde das anliegende Gutshaus als Internat für die landwirtschaftliche Ausbildung genützt. 1986 wurde die Kirche wegen fortschreitendem Vandalismus als Gotteshaus aufgegeben und dem Verfall überlassen.
1991 zogen vier Mönche ein, die aus der Lukaskommunität Hannover kamen. Für mehr als 30 Jahre hatte Bruder Jens als Prior der Bruderschaft die organisatorische und geistliche Leitung des Klosters inne. Die Klosteranlage wurde 1993 von der Treuhandanstalt der Evangelisch-benediktinischen Joseph-Bruderschaft übergeben. Die zum Kloster gehörenden Ländereien wurden anderweitig verpachtet.
1999 konnte das Kloster von der Bruderschaft aus Spendengeldern gekauft werden. Das Kloster wurde zur „Stiftung Kloster Dambeck“. Die Bruderschaft restaurierte seither das Kloster und die gesamte Anlage. Die Ausstattung der Kirche wurde von verschiedenen Gemeinden gespendet. 
2014 wurde mit der Restaurierung der Propstei begonnen, die seit der Fertigstellung im Frühjahr 2015 als Ausstellungs- und Veranstaltungsraum genutzt werden kann. Unterstützt wurde das Projekt vom Land Sachsen-Anhalt, von der Deutschen Stiftung Denkmalschutz, von Lotto-Toto und der Zeit-Stiftung sowie einer weiteren Stiftung aus Hamburg.
2023 wurde die Bruderschaft in eine Familienkommunität überführt. Die neue junge Betreibergemeinschaft führt die Restauration der Klosteranlage fort und erfüllt das Kloster mit geistlichem Leben.

## Förderverein
Der Förderverein Kloster Dambeck e. V. mit Sitz in Hamburg wurde 2012 gegründet und 2016 aus dem Vereinsregister gelöscht. Der Grund der Auflösung des Vereins waren unterschiedliche Auffassungen zwischen dem Verein und den Klosterbrüdern, was die zukünftige Ausrichtung des Klosters betraf. Während für die Mönche im Amt Dambeck das klösterliche Leben im Mittelpunkt stand, hatten die Fördervereinsmitglieder nach Möglichkeiten gesucht, die Klosteranlage touristisch zu erschließen.
Im Jahre 2016 wurde der Förderverein zur Rettung der Epitaphe der ehemaligen Klosterkirche Dambeck e. V. mit Sitz in Salzwedel gegründet.

## Archivalien
- Urkundenüberlieferung des Klosters Dambeck im Landesarchiv Sachsen-Anhalt, Abteilung Magdeburg
- Historische Überlieferung des Kloster- und Schulamtes Dambeck im Landesarchiv Sachsen-Anhalt, Abteilung Magdeburg